# Bolyok
Bolyok est une ancienne commune rattachée en 1940 à la ville d'Ózd, dans le département de Borsod-Abaúj-Zemplén en Hongrie.